# Покровська школа на Кінбурні
Покровська загальноосвітня школа І ступеня — історична школа, розташована у селі Покровка, на Кінбурнському півострові, який омивається Дніпро-Бузьким лиманом, Чорним морем і Ягорлицькою затокою.

## Історія
Село Покровка Очаківського району засноване наприкінці XVIII століття біглими кріпаками з Чернігівської губернії і козаками, яких царський уряд заохочував заселяти ці землі й ставати сусідами місцевого населення
Село було розкинуте по косі, ділилося на різні хутори. Оскільки чисельність православного населення на Кінбурнській косі збільшувалася, виникла потреба в будівництві церкви. То була Святопокровська церква Таврійської єпархії Дніпровського повіту Таврійської губернії.

### Перша школа
При Святопокровській церкві працювала перша школа. Викладачами були священник Макарій і псаломщик Константин Барановський.
У церковних книгах зазначено, що в 1912 році церковним старостою Тунієм Петром Гавриловичем (Гурієвичем) від громади подарована будівля для церковної школи на 36 хлопчиків і 18 дівчаток. До цього діти навчались по хатах. Школу на початку минулого століття підтримував Капуста Григорій Матвійович, нащадок кошового осаула з війська Богдана Хмельницького. У той час його родина була найбагатшою на півострові. Кам'яну споруду з високими стелями, сучасним для того часу опаленням (воно використовується й досі) зведено за спеціальним шкільним проєктом.
З 1923—1924 навчального року школа мала назву «Покровська ядина трудова школа». Завідувала нею Є. Дисленська. На 1 жовтня майно школи налічувало: 20 парт (місць 40), 1 лава, 1 дошка, 2 шафи, 3 стільці. В 1924 році в школі налічували 3 групи: перша (26 учнів) — українська мова, друга (6 учнів) — російська мова, третя (4 учні) — російська мова. Загалом — 36 учнів (19 хлопців і 17 дівчат). З 1924 по 1930 рік школою завідувала Є. Г. Окунь, яка мала освіту 4 класи гімназії і педагогічний стаж 5 років. 1928 рік видався нелегким для школи: держава почала боротьбу з неписемністю населення. Разом із дітьми за парти сідають і їхні батьки. Школа отримала назву — «Школа по ліквідації неписемності».
З 1930 по 1936 рік директорами школи були Бондарь О. К., Грищенко Г. С., Дідик С. Є. У 1936—1941 рр. — Іващенко Яків Григорович.
У 1940 році в Покровці було 260 дітей шкільного віку, проте з 90-х років їх стало майже в 20 разів менше. У 1994 році закривається школа на Покровських хуторах, і діти починають відвідувати навчальну установу у с. Покровці

### Школа під час війни
У 1941 році Покровська школа мала статус неповної середньої школи. Цьогоріч багато вчителів і директор школи пішли на фронт. Під час війни в приміщенні школи був розташований шпиталь Дунайської флотилії. До цього часу на стінах будівлі є сліди від куль, снарядів, бомб. Школа була частково зруйнована, тож для навчання не вистачало приміщень, навчались по хатах. Весь тягар організації освітнього процесу ліг на плечі жінки-вдови Книги Марії Іванівни. Після війни повернулися з фронту вчителі Туній Юрій Семенович та Олександр Семенович, Іващенко Яків Григорович, який приступив до виконання обов'язків директора школи і виконував їх до виходу на пенсію.
З 1948 по 1968 рік школа мала назви, відповідні часові: 8-річна, 7-річна, політехнічна, школа сільської молоді. Діти біля школи доглядали виноградник, кролеферму, забезпечували їдальню городиною, яку вирощували на шкільній ділянці. У 1973—1977 рр. педагогічний колектив школи очолює директор школи Бородін Георгій Михайлович, у 1978—1990 рр. — Бородіна Віра Михайлівна Покровській школі присвятила все своє життя. У 1991—1994 рр. — директор школи Петрович Надія Петрівна. З 1994 по 2014 рік директорував у школі Кучеренко Олександр Григорович.

### Школа в роки незалежності
В роки незалежності України Покровська школа набула статусу повної середньої (від 2005 року — Покровська загальноосвітня школа), при ній відкрився дитячий садок. В ці роки освітні заклади на півострові були забезпечені педагогічними кадрами, сучасними меблями, обладнанням, посібниками. З"явився і комп"ютерний клас. Згодом вона набула статусу загальноосвітньої школи І-ІІІ ступенів, проте від 21 вересня 2017 р. вона носить назву Покровська загальноосвітня школа І ступеня.
Школу було позбавлено статусу повної середньої школи, проте громадськість і депутати від Миколаївщини просили вважати [джерело?] її офіційно важкодоступною, адже дітям важко діставатися з хуторів до навчального закладу, прирівняти її до гірських шкіл.

## Сучасність

Професорські читання, 2019 рік

Педагогічний колектив української школи дбає про те, щоб діти мали належний рівень знань, педагоги постійно підвищують кваліфікацію. За традицією останніх десятиліть, вчительський колектив очолює місцевий педагог Олена Леонідівна Васильєва. Педагоги співпрацюють із дослідниками заповідника, розташованого на території півострова. Влітку їх консультують київські науковці, котрі приїжджають до Школи медіаосвіти на Кінбурні.
Починаючи з 2010-тих років щоліта на території школи відбуваються самодіяльні концерти української старовинної пісні. Їх розучують і виконують відпочивальники з Польщі. У концерті-звіті 2019 року взяли участь не тільки польські любителі стародавньої пісні, а й дослідники народного співу з Англії, Голландії, Австрії.[джерело?]
Влітку 2019 року в школі для вчителів, селян і відпочивальників відбулися перші Професорські читання, в яких взяли участь професори Анатолій Михайлик з Миколаєва, Володимир Білецький з Харкова, Ганна Онкович з Києва, кандидати наук, доценти Наталя Духаніна і Артем Онкович із Києва, с.н.с. Юрій Масловський з Харкова.[джерело?]
У других Професорських читаннях в сільській школі взяли участь професори Анатолій Михайлик з Миколаєва, Ганна Онкович і Любов Найдьонова з Києва, письменниці Галина Запорожченко, Віра Марущак, Маргарита Черненко, педагог-дослідник Кінбурна Л. П. Твердовська, біженка з Донеччини вчителька Н. О. Уколова, дослідник преси О.Саприкін, медіапедагоги Оксана Денисенко з Миколаєва і Оксана Данилова з Києва, вчителі Васильківської та Покровської шкіл на Кінбурні на чолі з директорками закладів О. Л. Васильєвої (с. Покровка) і О. О. Агафонової (с. Василівка).[джерело?]
Діти дістаються на уроки до Покровської школи з сусідніх сіл Ковалівки, Покровських хуторів, Римби на шкільному автобусі, подарованому дітям одним із впливових кінбурнських дачників.[джерело?]
Під час Російсько-Української війни (2014-) Кінбурнський півострів було захоплено російськими окупантами у серпні 2022 року. Школа перейшла на он-лайнову форму навчання. Пратично всі вчителі і учні покинули Півострів.
30 червня 2025 року внаслідок пожежі приміщення школи згоріло, в тому числі бібліотека, шкільні приладдя, підручники, меблі тощо.

## Відомі випускники
Серед випускників школи — Глушко Олександр Кіндратович, український прозаїк, журналіст, член Національної спілки письменників, заслужений журналіст України.

## Директори
З 1923 по 1924 роки — Є.Дисленська
З 1924 по 1930 роки — Є. Г. Окунь
З 1930 по 1936 роки — Бондарь О. К., Грищенко Г. С., Дідик С. Є.
З 1936 по 1941 роки — Іващенко Яків Григорович.
З 1941 по 1945 роки — Книга Марія Іванівна.
З 1945 по 1973 роки — Іващенко Яків Григорович.
З 1973 по 1977 роки — Бородін Георгій Михайлович.
З 1978 по 1990 роки — Бородіна Віра Михайлівна.
З 1991 по 1994 роки — Петрович Надія Петрівна.
З 1994 по 2014 роки — Кучеренко Олександр Григорович.
З 2014 — Васильєва Олена Леонідівна.